# 공조7
《공조7》은 대한민국 tvN에서 방송되었던 예능 프로그램이었다.

## 방송 시간
- 2017년 3월 26일 ~ 2017년 4월 30일 : 매주 일요일 밤 9시 20분
- 2017년 5월 12일 ~ 2017년 6월 2일 : 매주 금요일 밤 11시 30분

## 출연자
- 이경규
- 박명수
- 김구라
- 서장훈
SBS 미운 우리 새끼와의 겹치기 출연[1] 탓에 중도하차한 바 있었고, 해당 프로그램이 금요일로 이동한 다음 주인 2017년 5월 19일부터 재합류했다[2].
- 은지원
- 이기광
- 권혁수